# 1,3-Циклогексадиен
1,3-Циклогексадиен — представляет собой непредельный углеводород с общей формулой C6H8, содержащий в своей структуре шестичленный углеродный цикл с двумя сопряженными двойными связями. Является диеном циклического строения. Бесцветная прозрачная жидкость с резким запахом, малорастворимая в воде.
1,3-Циклогексадиен, содержащий сопряженные двойные связи, имеет энергию ниже на 1,6 кДж/моль по сравнению с 1,4-циклогексадиеном и, таким образом, стабильнее него. 

## Получение
1,3-Циклогексадиен может быть получен двухстадийным синтезом в результате присоединения брома по двойной связи с образование транс-1,2-дибромциклогексана с последующим элиминированием бромоводорода под действием основания.